# Bolusanthus speciosus
Bolusanthus speciosus là một loài thực vật có hoa trong họ Đậu. Loài này được (Bolus) Harms miêu tả khoa học đầu tiên.

## Hình ảnh

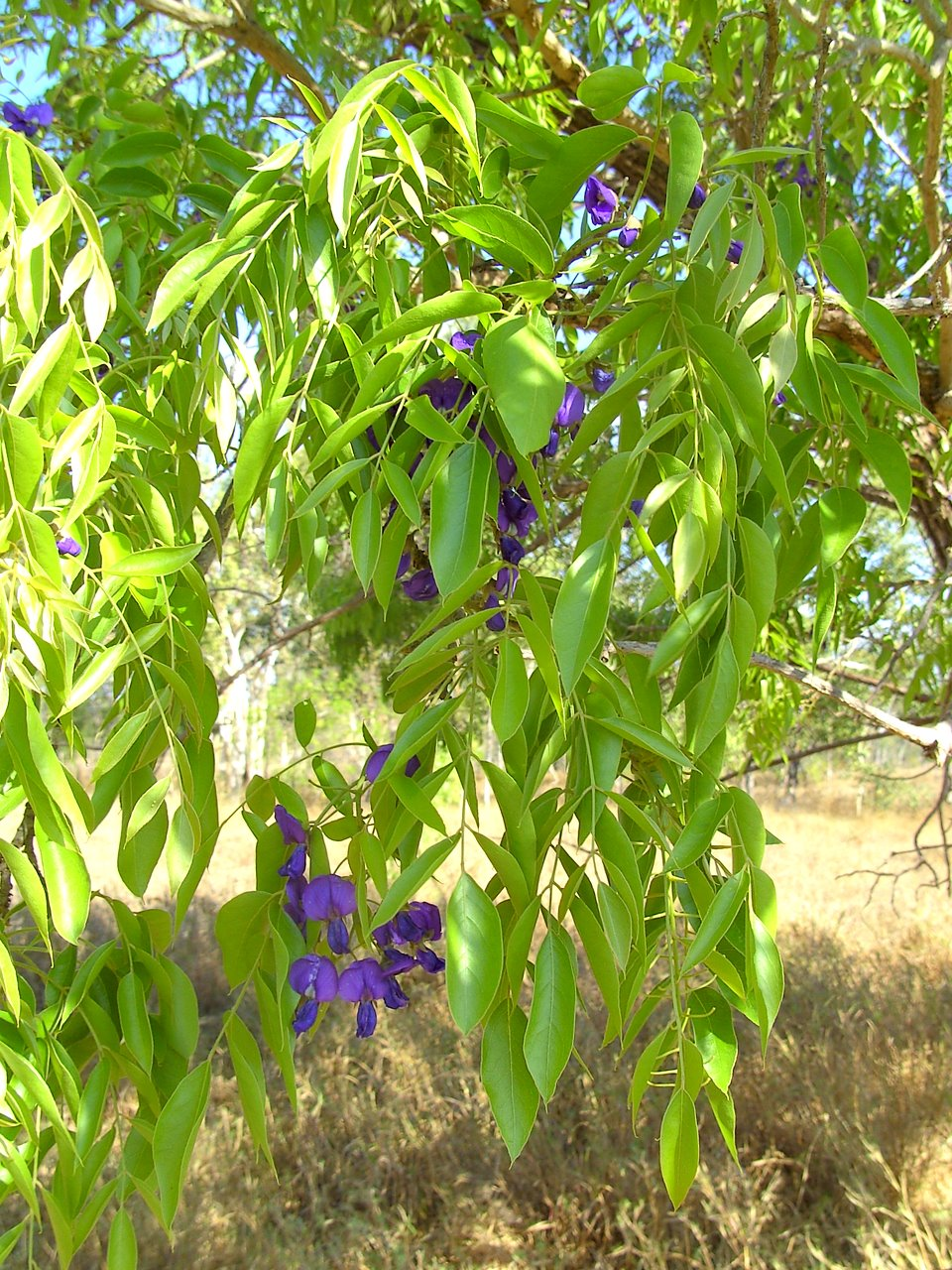
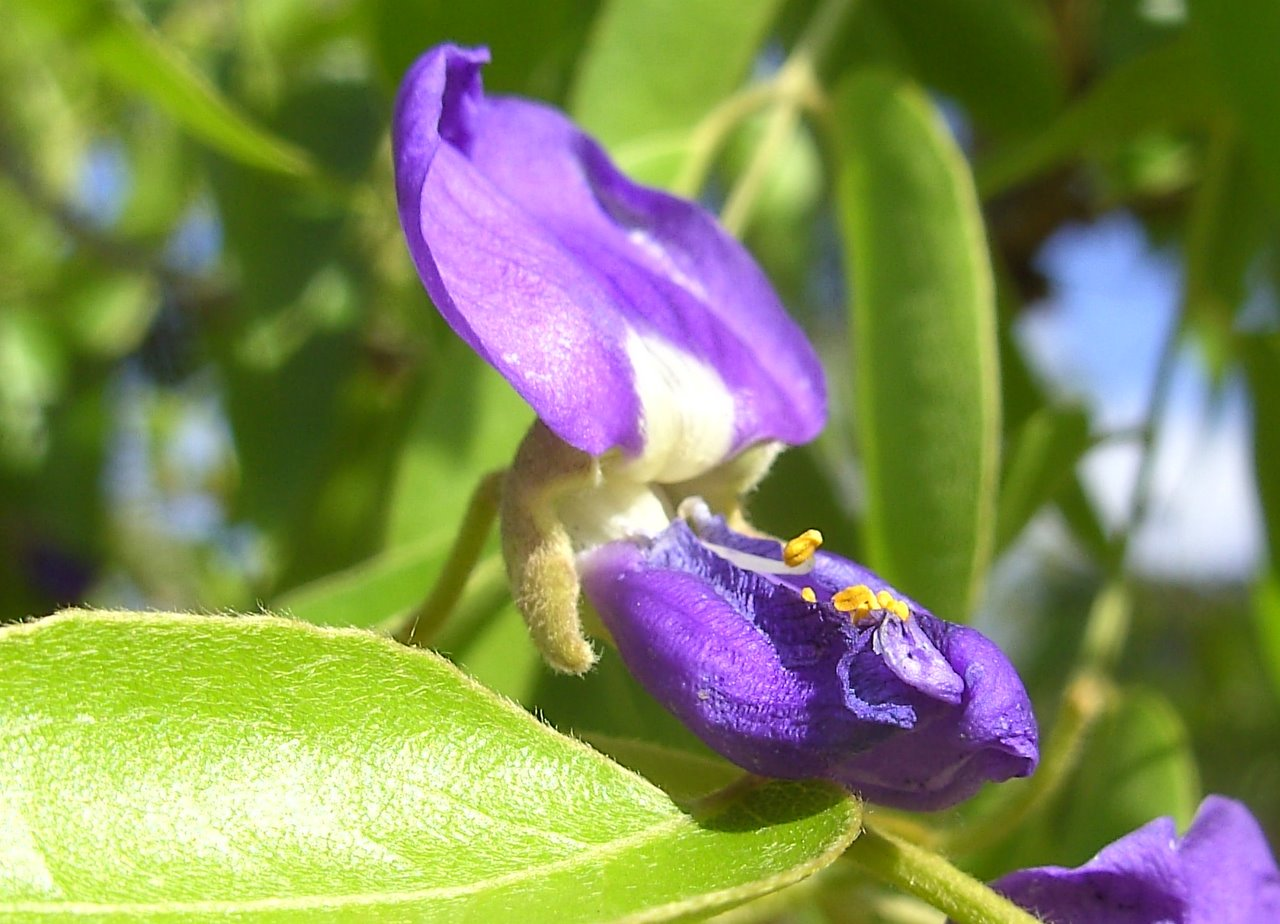
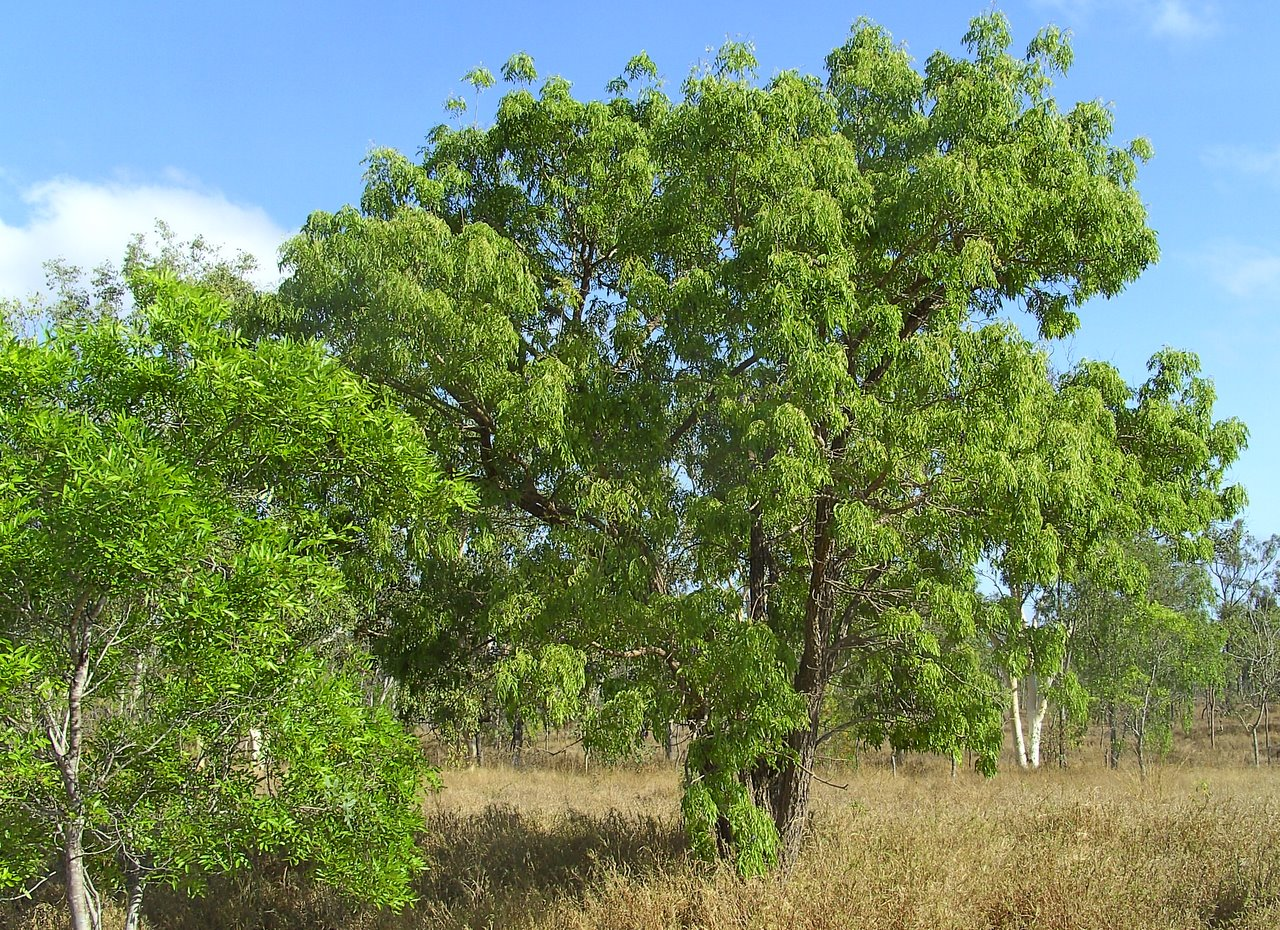
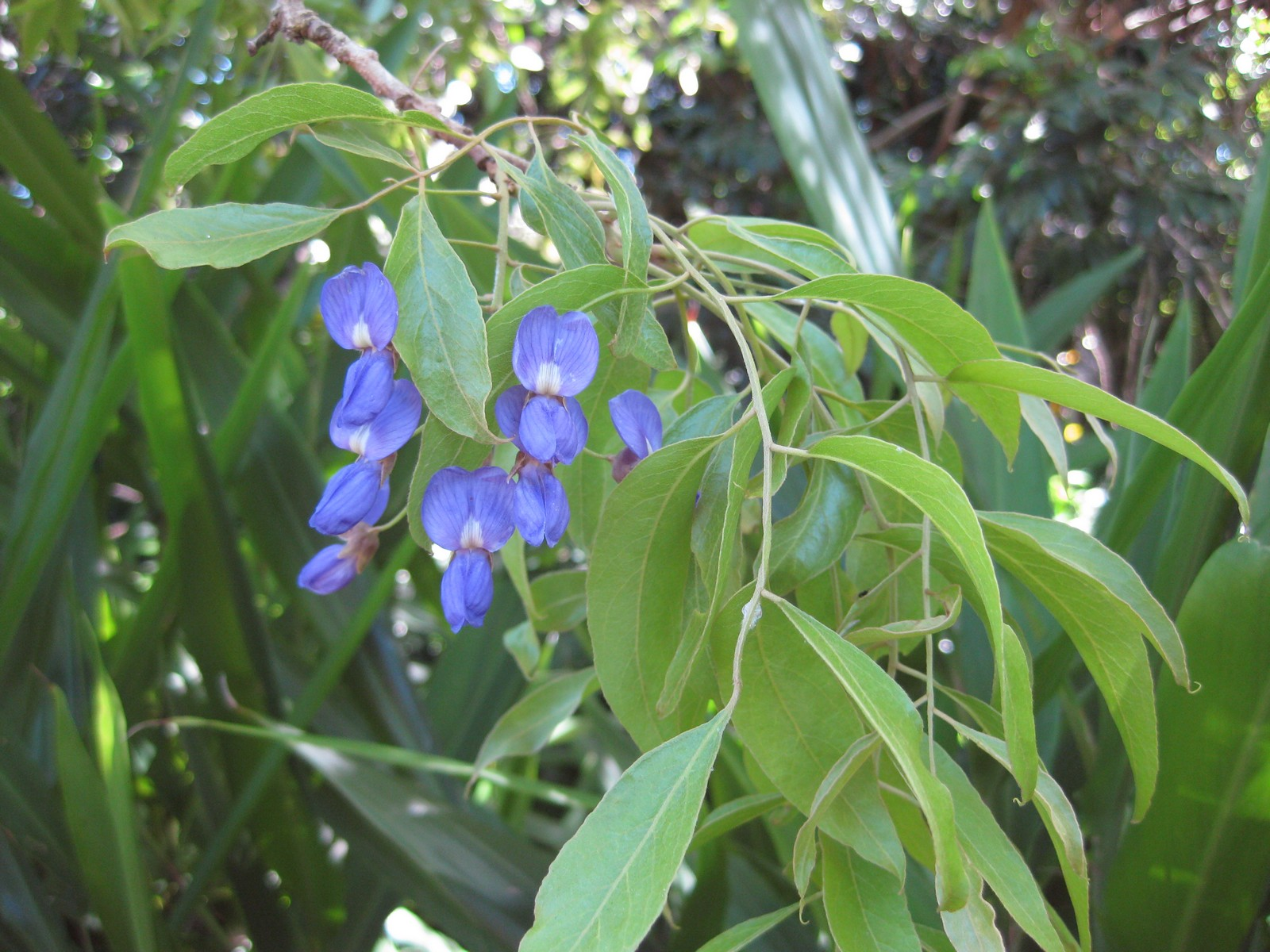